# Símfisi mandibular

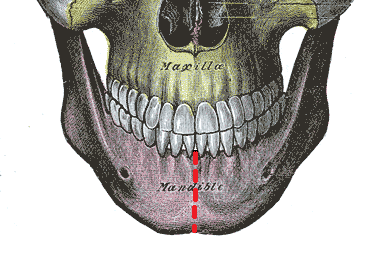
Símfisi mandibular o (en llatí) Symphysis menti (línia vermella trencada)

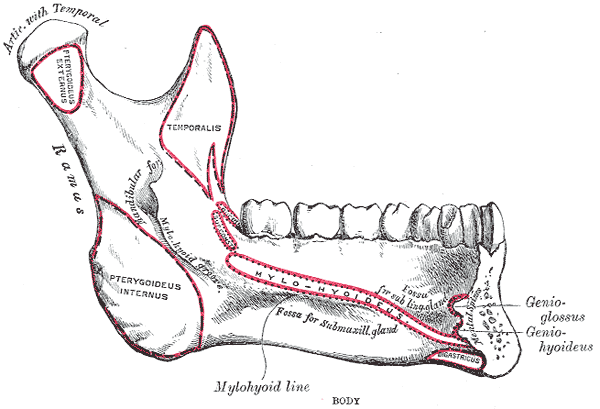
Superfície medial de la part esquerra de la mandíbula, desarticulada

En l'anatomia humana, la superfície externa de la mandíbula està marcada en la línia mitjana per una cresta lleu, que indica la símfisi mandibular, symphysis menti, o línia d'unió de les dues peces de les quals es compon l'os en el primer període de la vida No és una veritable símfisi, ja que no hi ha cartílag entre els dos costats de la mandíbula.
Aquesta carena es divideix per sota i tanca una eminència triangular, la protuberància mental, la base de la qual està deprimida al centre però s'aixeca a l'altre costat per a formar el tubercle mental.
Serveix d'origen als músculs genihioideu i genioglòs.

## Altres animals

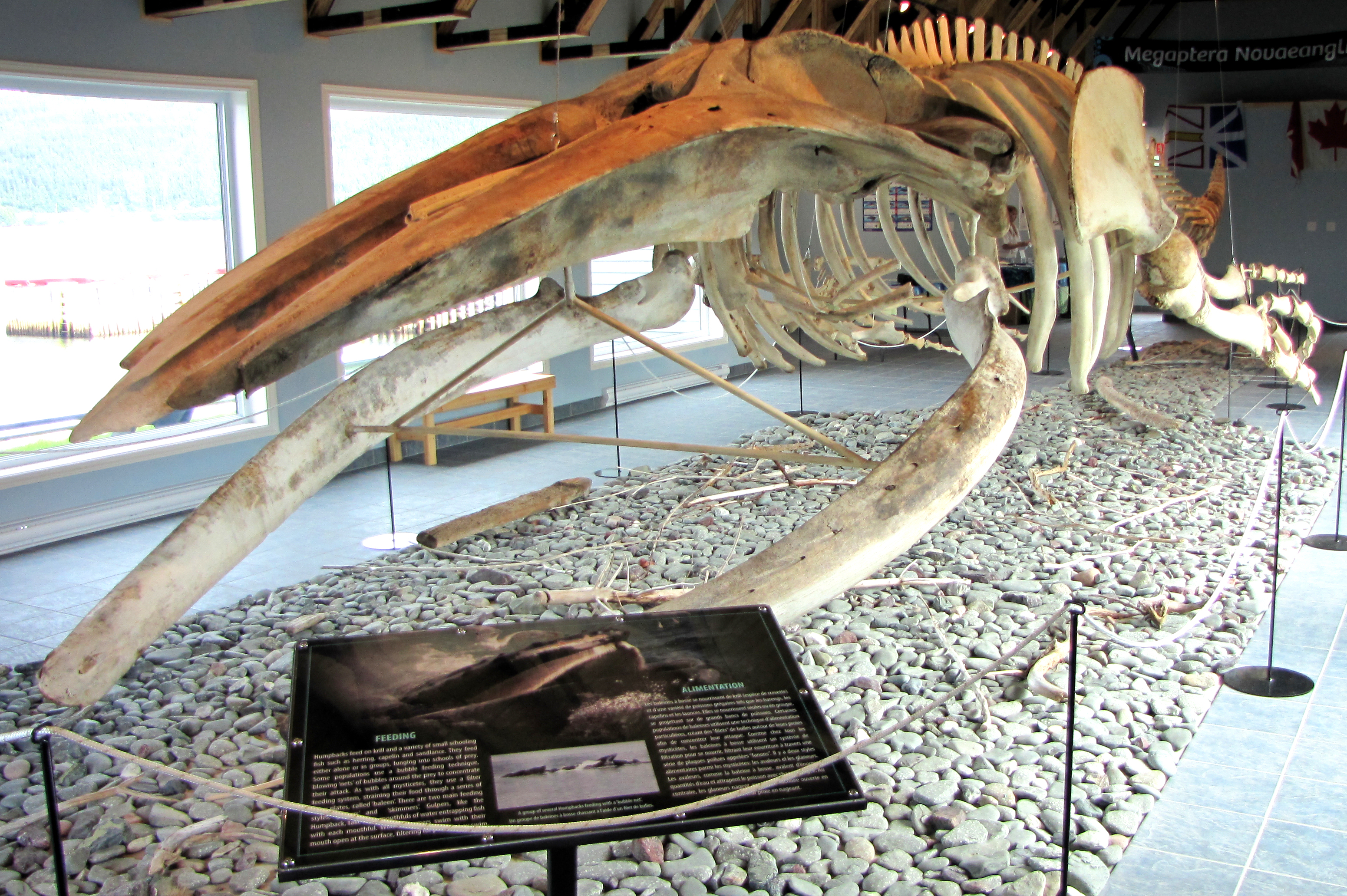
Esquelet que mostra la símfisi en la balena

Quan una balena dels Mysticeti s'alimenta per filtració, po expandir la seva cavitat oral per tal d'acomodar quantitats d'aigua enormes. Això resulta possible especialment gràcies a l'elasticitat de la seva símfisi. Aquest mndíbula flexible no es presenta en les balenes arcaiques com Archaeoceti.